# Монітори типу «Лорд Клайв»

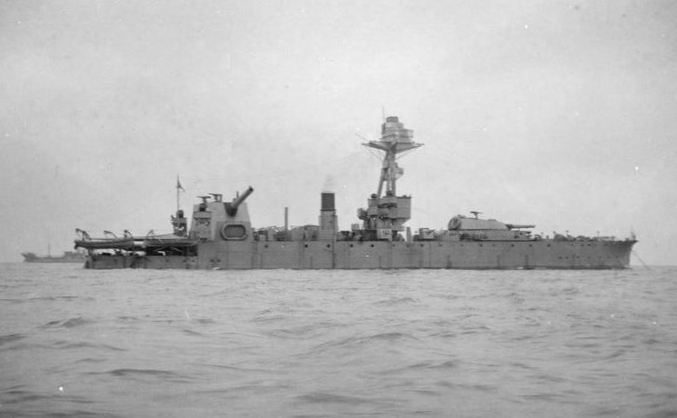
Монітор "Лорд Клайв" бере участь у здачі німецького Флоту відкритого моря у листопаді 1918. Кормова 457 міліметрова гармата корабля була встановлена на ньому уже у процесі служби.

Монітори типу «Лорд Клайв» (англ. Lord Clive-class monitor) — серія з восьми моніторів Королівських ВМС Великої Британії, побудованих в роки Першої світової війни. Кораблі цього типу брали участь у бойових діях. Жоден з них не був втрачений. Три монітора цього проекту були наприкінці війни доозброєні 457-мм гарматами  — найбільш потужними в британському флоті.

## Будівництво та оснащення
Хід бойових дій на початку Першої світової війни продемонстрував наявність потреби у спеціалізованих кораблях для обстрілу берегових цілей, причому здатних вільно маневрувати на мілководді біля берега. Тому Велика Британія спішно приступила до будівництва моніторів, які поєднували потужне артилерійське озброєння з малою осадкою.
Кораблі типу «Лорд Клайв» стали прямим розвитком попередньої серії моніторів Королівського флоту — типу «Еберкромбі». Головна відмінність від останніх полягала в озброєнні — 305-мм гармата британського зразка замість 356-мм американської моделі. Гармати кораблів для серії «Лорд Клайв» були зняті з виведених з бойового складу броненосців типу «Маджестік».
Захист складався з броньового пояса товщиною 152 мм, траверсів товщиною 102 мм і броньової палуби товщиною 51 мм. Броня барбетів і башт — 203-267 мм. Підводна частина кораблів була захищена потужними протиторпедними булями, які знижували імовірність потоплення через атаку підводних човнів чи міноносців, водночас суттєво погіршували гідродинамічні властивості моніторів.  Крім 305-мм гармат, на моніторах встановлювалися від однієї до чотирьох 152-мм гармати, наприкінці війни була додана зенітна артилерія. При водотоннажності 5900 т кораблі були забезпечені двома паровими машинами потрійного розширення загальною потужністю 2300-2500 кінських сил, дозволяли розвивати хід 6-8 вузлів. Монітори цього проекту, як і більшість інших британських кораблів цього класу, побудованих під час Першої світової війни, через малу швидкість ходу і погану маневровність не могли самостійно діяти під час приливно-відливних течій і сильних вітрів і змушені були ставати на якір, щоб їх не викинуло на берег.

## Представники типу

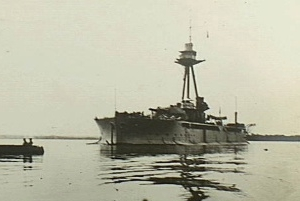
«Сер Томас Піктон» у 1916 році

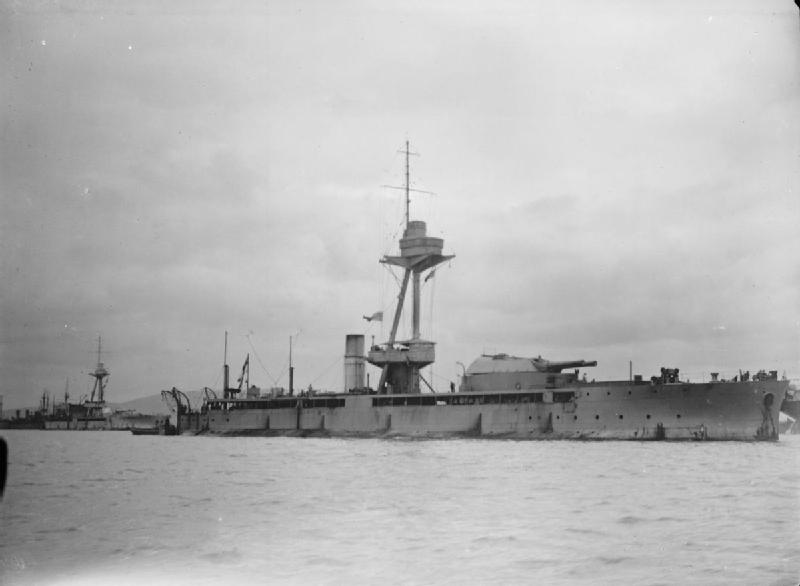
«Ерл Оф Пітерборо» в гавані Мудросу (ймовірно, 1917 рік)

| Назва                                   | Верф                                       | Закладка      | Спуск на воду   | Вступ в дію      | Доля                  |
| --------------------------------------- | ------------------------------------------ | ------------- | --------------- | ---------------- | --------------------- |
| «Лорд Клайв» Lord Clive                 | «Харленд і Волф», Белфаст                  | 9 січня 1915  | 10 червня 1915  | 10 липня 1915    | Зданий на злам у 1927 |
| «Дженерал Кроуферд» General Craufurd    | «Харленд і Волф», Белфаст                  | 9 січня 1915  | 8 липня 1915    | 26 серпня 1915   | Зданий на злам у 1921 |
| «Ерл Оф Пітерборо» Earl of Peterborough | «Харленд і Волф», Белфаст                  | 16 січня 1915 | 26 серпня 1915  | 23 вересня 1915  | Зданий на злам у 1921 |
| «Сер Томас Піктон» Sir Thomas Picton    | «Харленд і Волф», Белфаст                  | 16 січня 1915 | 30 вересня 1915 | 4 листопада 1915 | Зданий на злам у 1921 |
| «Принс Юджин» Prince Eugene             | «Harland and Wolff», Говань                | 1 лютого 1915 | 14 липня 1915   | 2 вересня 1915   | Зданий на злам у 1921 |
| «Принс Руперт» Prince Rupert            | «Вільям Гамільтон і Компанія», Порт-Глазго | 12 січня 1915 | 20 травня 1915  |                  | Зданий на злам у 1923 |
| «Сер Джон Мур» Sir John Moore           | «Скоттс Шипбилдинг енд Інжиніринг», Грінок | 13 січня 1915 | 31 травня 1915  |                  | Зданий на злам у 1921 |
| «Дженерал Вулф» General Wolfe           | «Палмерс Шипбилдинг Айрон енд», Джарроу    | Січень 1915   | 9 вересня 1915  | 27 жовтня 1915   | Зданий на злам у 1923 |

## Служба
«Ерл Оф Пітерборо» і «Сер Томас Піктон» виявилися єдиними з усіх кораблів серії, які були направлені у води за межами акваторії метрополії або з Північного моря. Практично відразу після вступу у стрій, у листопаді 1915 року, вони прибули на середземноморський театр, в базу на острів Мудрос, встигнувши взяти участь у завершальній стадії Дарданелльской операції. По закінченні операції «Ерл Оф Пітерборо» був залишений на Середземномор'ї у складі ескадри, яка базувалася в Мітилені. Він перебував у складі сил Антанти, які прийняли здачу грецького флоту у серпні 1916 року. Потім корабель був переведений на Адріатичне море, де взяв участь у бомбардуванні австрійських позицій на підтримку дій італійської армії в ході 11-ї битви за Ізонцо.
Решта шість кораблів основну частину служби провели у складі так званої Дуврської ескадри моніторів. Їх головним завданням був  обстріл позицій німецької армії на бельгійському узбережжі. Бойова діяльність моніторів була досить інтенсивною. Дуврська ескадра, зокрема, взяла активну участь у вогневому забезпеченні рейдів на Зеебрюгге і Остенде в квітні-травні 1918 року, метою яких було блокування німецьких кораблів у цих бельгійських портах.

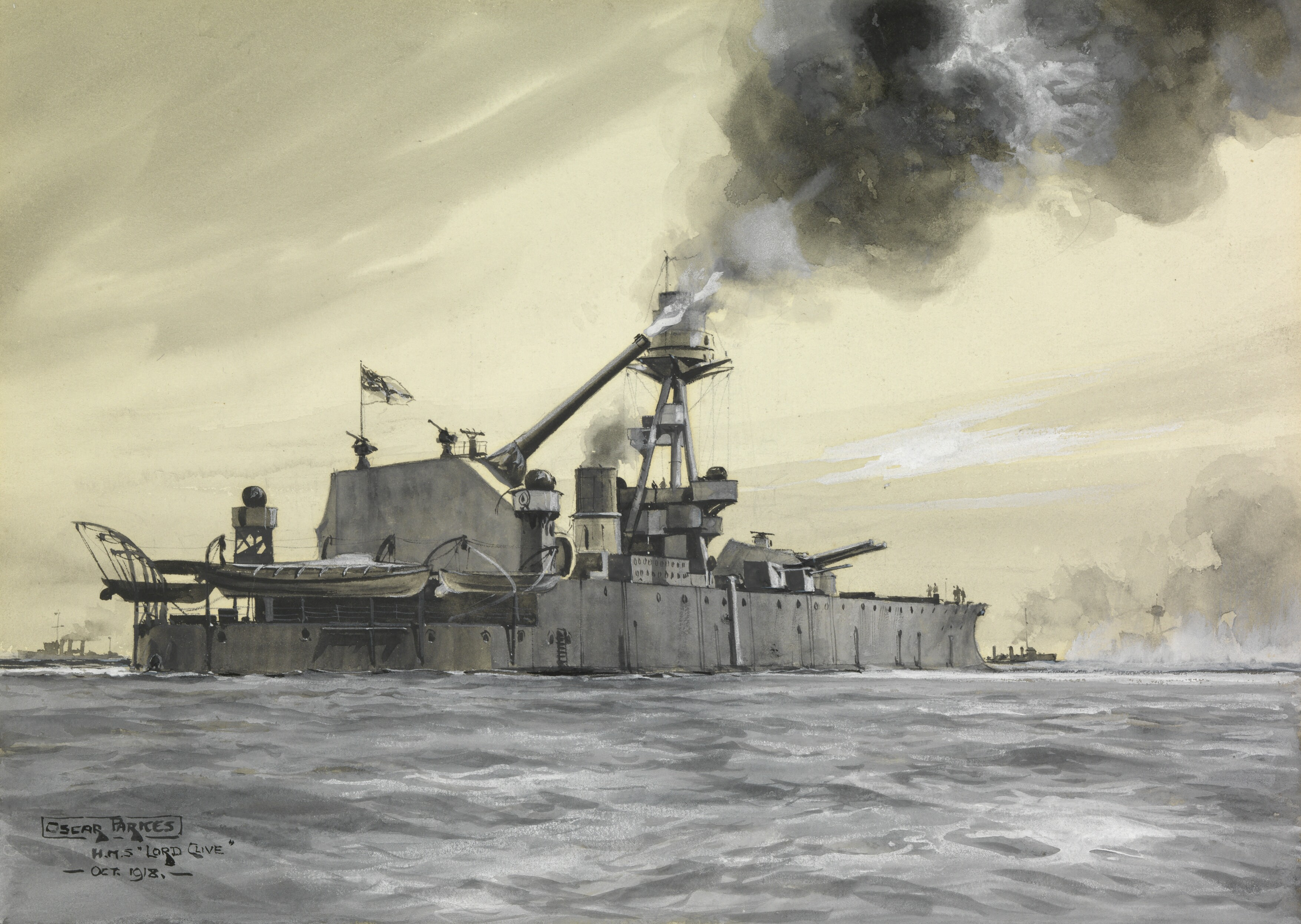
«Лорд Клайв» стріляє з 457-мм гармати. Художник - Оскар Паркс

У 1918 році на трьох моніторах — «Лорд Клайв», «Прінс Юджин» і «Генерал Вулф» — на додачу до 305-мм гармат була змонтована одногарматна установка з 457-мм гарматою, яка мала найбільший калібр на британському флоті за всю його історію. Ці гармати стріляли найважчими снарядами, які коли-небудь застосовувалися у корабельної артилерії. Для озброєння моніторів були використані дві гармати, які планувалися до установки на лінійний крейсер «Ф'юріос» (який був переобладнаний в авіаносець) і одне запасну. 457-мм гармати були встановлені у положенні повороту на правий борт. Каземати гармат були нерухомими, але сама гармата могло рухатися на 10° у кожен бік. Після війни на «Лорді Клайві» одна 457-мм гармата була замінена експериментальною тригарматною баштою з калібром 381 мм. «Прінс Юджин» після переобладнання не встиг взяти участь у війні, яка закінчилася раніше, ніж корабель знову вийшов в море. Однак два інших монітора з 457-мм гарматами восени 1918 року залучалися для ударів по німецьких позиціях. «Генерал Вулф» випустив в цілому 81 457-мм снаряд, причому 28 вересня 1918 року здійснив найдальший артилерійський постріл за всю історію Королівського флоту: він обстріляв залізничний міст на південь від Остенде з дистанції майже 33 кілометра. «Лорд Клайв» випустив по противнику тільки 4 457-мм снаряда.
Після війни монітори були виведені з бойового складу і незабаром, в 1921-23 роках, списані. Тільки «Лорд Клайв» залишався в строю ще деякий час в якості навчального корабля, однак і він був зданий на злам у 1927 році.